# Ozbrojené síly SSSR

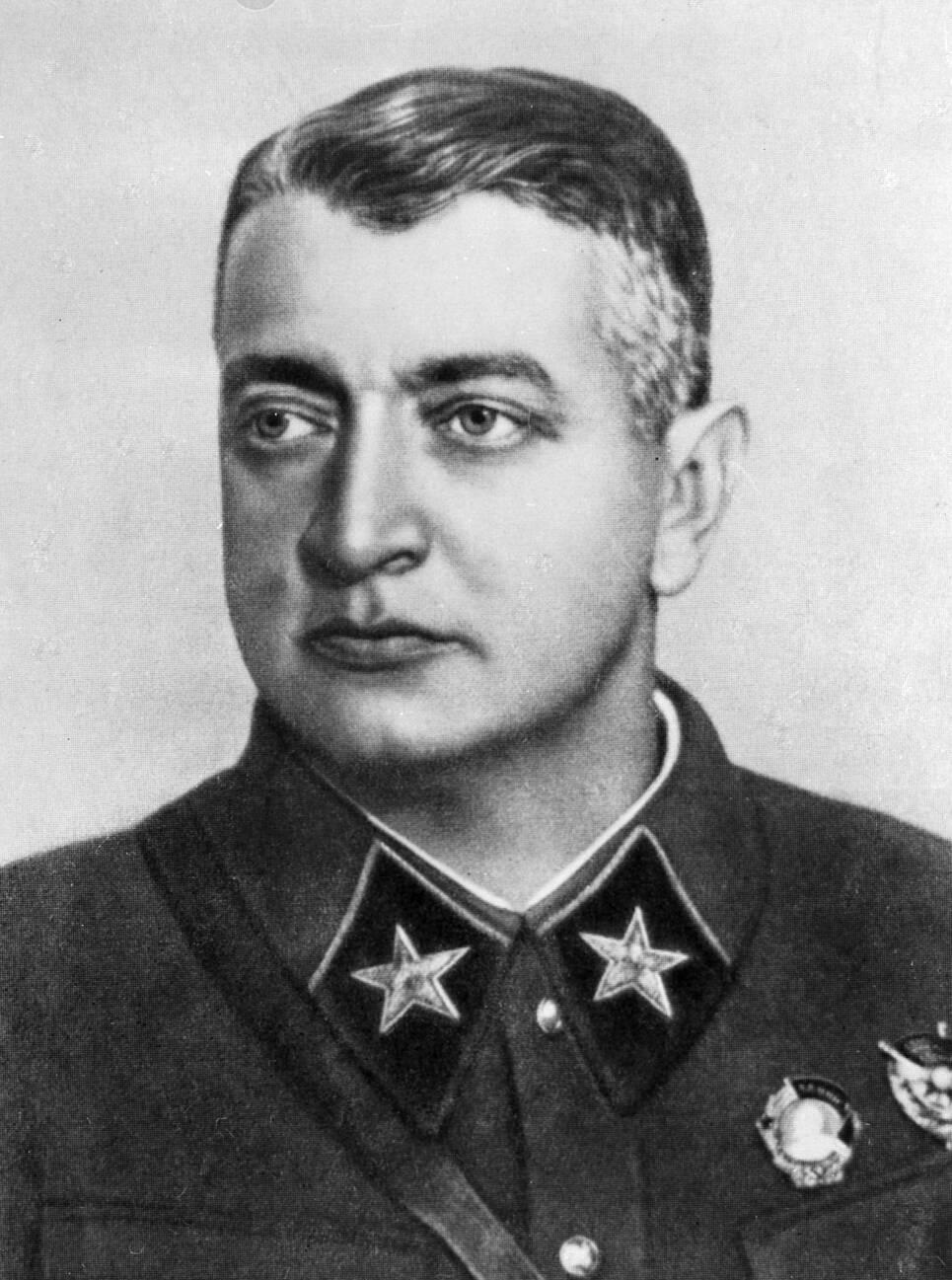
Maršál Michail Tuchačevskij (1893-1937)

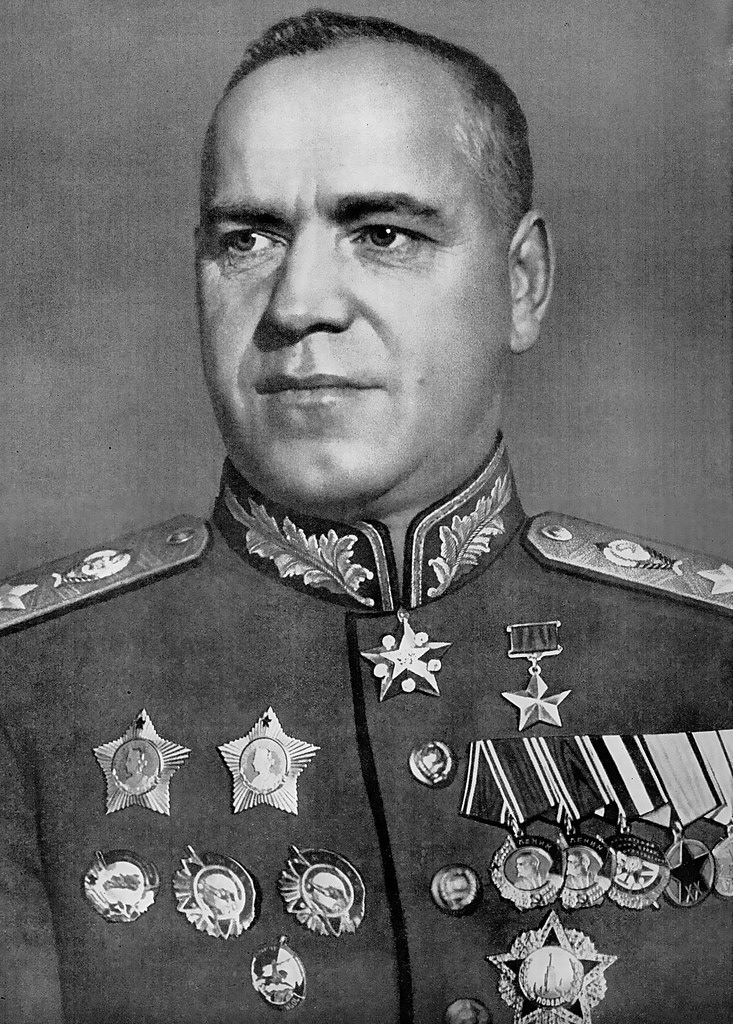
Maršál Georgij Žukov (1896-1974)

Ozbrojené síly SSSR (rusky Вооружённые Силы СССР (ВС СССР), Vooružionnyje Sily SSSR (VS SSSR)) zahrnovaly armádu, námořnictvo, letectvo a síly protivzdušné obrany i různé pomocné sbory Sovětského svazu, jejichž cílem bylo zajistit obranu země před případnou agresí, ochrana suverenity země a celistvosti hranic. Během celé své existence od vzniku v roce 1922 až do rozpadu SSSR patřily mezi nejpočetnější a nejsilnější na světě. Vrcholem jejich působení byl lví podíl na porážce nacistického Německa a jeho spojenců ve druhé světové válce 1939-1945 (ze sovětského hlediska ve Velké vlastenecné válce 1941-1945). Vedle toho však uskutečnily i řadu tažení agresivních: (1939 Polsko, 1939-1940 Zimní válka ve Finsku, 1940 Pobaltí, 1979 Afghánistán) i vnitropolitických zásahů v zemích Varšavské smlouvy (1953 v Berlíně, 1956 v Maďarsku a Polsku, 1968 v Československu a dopustily se za svou existenci mnoha zločinů). Navzdory rozpadu SSSR v roce 1991 existovaly sovětské ozbrojené síly fakticky až do konce roku 1993, a to v podobě Spojených ozbrojených sil SNS, ačkoli formálně přestaly existovat 14. února 1992.

## Historie
Rudá armáda byla založena roku 1922 z "rudých" oddílů za občanské války. Měla prosté uniformy a důstojníci prosté tituly. Roku 1925 byla opět zavedena dvou- až čtyřletá vojenská povinnost od 21 (později od 19) let a roku 1935 zavedl Stalin opět důstojnické hodnosti, povinnost zdravit a další atributy předrevoluční armády. V letech 1937-1939, za velkých stalinských čistek byli odvoláni tří z pěti maršálů, 13 z 15 velitelů armád, téměř všichni velitelé divizí a brigád, asi polovina velitelů pluků a 85 z 90 členů Nejvyšší válečné rady. Celkem bylo odvoláno přes 34 tisíc vysokých důstojníků, z nichž 70% bylo odsouzeno do GULAGu a mnozí zastřeleni. Důvodem byl Stalinův strach z případného vojenského povstání nebo převratu, značné oslabení armády se však projevilo katastrofálně při přepadení SSSR v roce 1941.

### Přepadení 1941
V okamžiku přepadení armádami Osy 22. června 1941 měla sovětská armáda asi 20 tisíc tanků, zdaleka nejvíc na světě. Měla asi 17 tisíc letadel, 34 tisíc děl a asi 5,7 milionu vojáků, z toho 2,8 milionu v západních oblastech země. Mobilizační plány počítaly až se 7,85 miliony vojáků. Dělila se na čtyři fronty, 27 armád, 62 střeleckých, 13 jízdních, 61 tankových a 29 motorizovaných sborů, vedle dalších pomocných oddílů. Přesně promyšlený přepad asi 3 milionů dobře vycvičených německých vojáků a asi 600 tisíc jejich spojenců, který Stalin dlouho pokládal za pouhou provokaci, způsobil sovětské armádě milionové ztráty a ústup fronty až o 400 km, přestože se její jednotky odhodlaně bránily. V prosinci 1941 byla většina tanků na obou stranách vyřazena z boje, sovětská armády ztratila téměř 4,5 milionu vojáků a 21 tisíc letadel.
Sovětské vedení pochopilo, že jde do tuhého, a změnilo režim i rétoriku: Stalin povolal jako svého zástupce maršála Žukova, omezil pravomoc politruků, přestal se používat pojem "třídního boje" a mluvilo se důsledně o obraně vlasti, dokonce "svaté Rusi". Utlumilo se pronásledování pravoslavné církve a část vězňů byla propuštěna do armády. Když se Stalin od agentů z Tokia dozvěděl, že Japonsko neplánuje útok na SSSR, přesunul velkou vojenskou sílu z východu k Moskvě a od 5. prosince zatlačil Wehrmacht až o 250 km zpět. Během roku 1942 už přicházely k jednotkám podstatně modernější zbraně, tanky T-34, letadla Jakovlev Jak-9, Lavočkin La-5 nebo později Lavočkin La-7, kdežto Hitler musel část svých armád přesunout na západní frontu. 

### Na cestě k vítězství
K určitému zlomu došlo na přelomu roku 1942/3, když se ani po půlročním obléhání Nemcům nepodařilo dobýt Stalingrad a sovětská armáda naopak celou Paulusovu armádu obklíčila a zajala. Německá armáda se musela dát na ústup, který se ještě pokusila odvrátit v bitvě u Kurska. I zde byly sovětské ztráty podstatně vyšší než německé, sověti je však dokázali rychle nahradit, zčásti z amerických dodávek, kdežto Německo žádné velké rezervy nemělo. Přes houževnatý odpor, hlavně na německém území, nebylo už o výsledku války mnoho pochybností a po několikatýdenní pauze před Varšavou, kde probíhalo povstání, se sovětská armáda v květnu 1945 probojovala až do Berlína.

## Organizační členění
- Sovětská armáda (do 25. února 1946 jí předcházela Rudá armáda):
  -  Pozemní vojska
  -  Vojenské vzdušné síly
  -  Vojska protivzdušné obrany
  -  Raketová vojska strategického určení
  -  Vojska civilní obrany
- Sovětské námořnictvo
- Týl Ozbrojených sil SSSR
- Pohraniční vojska Výboru státní bezpečnosti SSSR (do roku 1989)[1]
- Vnitřní vojska ministerstva vnitra SSSR (do roku 1989)[1]